# Петрила
Петрила (рум. Petrila, мађ. Petrilla) град је у Румунији, у средишњем делу земље, у историјској покрајини Трансилванија. Петрила је град у оквиру округа Хунедоара.
Петрила је према последњем попису из 2002. имала 25.840 становника.

## Географија
Град Петрила налази се у крајње југозападном делу историјске покрајине Трансилваније, близу границе са Олтенијом. Од најближег већег града, Темишвара, град је удаљен 185 km источно.
Петрила се образовао покрај у изворишном делу реке Жију, на знатној надморској висини (675 m). Око града се издижу Карпати. Околно горје је богато угљем, па је град деценијама рурадско насеље.

## Становништво
У односу на попис из 2002., број становника на попису из 2011. се смањио.
| 1966.  | 1977.  | 1992.  | 2002.  | 2011.  |
| ------ | ------ | ------ | ------ | ------ |
| 24.796 | 25.173 | 29.302 | 28.742 | 22.692 |

Матични Румуни чине већину градског становништва Петриле (око 91,6%), а од мањина присутни су Мађари (7,4%), Немци и Роми у веома малом броју. Мађари и Немци (тј. Саси) су до средине 20. века чинили половину становништва града.